# Gonomyodes tacoma
Gonomyodes tacoma är en tvåvingeart som först beskrevs av Alexander 1949.  Gonomyodes tacoma ingår i släktet Gonomyodes och familjen småharkrankar. Inga underarter finns listade i Catalogue of Life.